# Sverre Melby
Sverre Melby (31 ottobre 1968) è un allenatore di sci alpino ed ex sciatore alpino norvegese.

## Biografia

### Carriera sciistica
Melby, polivalente originario dell'Akershus, in Coppa del Mondo ottenne l'ultimo, nonché migliore, piazzamento il 16 dicembre 1994 a Val-d'Isère in discesa libera (65º); si ritirò al termine della stagione 2005-2006 e la sua ultima gara fu uno slalom gigante FIS disputato il 2 aprile a Lutsen. Non prese parte a rassegne olimpiche o iridate.

### Carriera da allenatore
Dopo il ritiro è divenuto allenatore nei quadri della Federazione sciistica della Norvegia.

## Palmarès

### South American Cup
- 1 podio (dati dalla stagione 1994-1995):
  - 1 secondo posto

### Campionati norvegesi
- 1 medaglia (dati dalla stagione 1992-1993):
  -  1 argento (supergigante nel 1993)[senza fonte]